# Cabécar
El cabécar és una llengua ameríndia de la família txibtxa parlada pels cabécars a la regió costariquenya de Talamanca. Està emparentada amb altres idiomes regionals, com el téribe, el bribri, el boruca, el guaymí i el guatuso.

## Vitalitat i distribució geogràfica
El cabécar és la llengua indígena costarricense que compta amb major nombre de parlants. Segons el cens nacional realitzat l'any 2000, la població cabécar total suma uns 10.000 individus, dels quals el 85% són parlants natius.
Els cabécares habiten la serralada de Talamanca, a la vila de Turrialba (província de Cartago) dins de les reserves indígenes de Nairi-Awari, Chirripó bajo i alto, Tayni, Telire, Talamanca Cabécar i, pel vessant del pacífic sud, a Ujarrás.

## Dialectologia

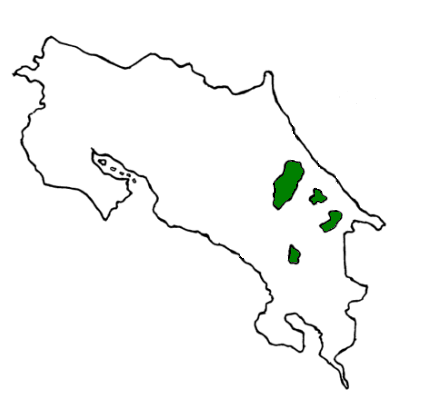
Distribució geogràfica del cabécar.

El cabécar presenta diferències dialectals molt notables. Actualment, no es compta amb estudis detallats de les variants, però se sap que, en alguns casos, són profundes. Des del segle xix, ha estat comú distingir quatre varietats de cabécar, les quals van ser reunides en dos grups per Margery (1989):
- cabécar septentrional
  - Cabécar de Chirripó
  - Cabécar del Valle de la Estrella
- cabécar meridional
  - Cabécar de Talamanca
  - Cabécar d'Ujarrás

## Fonologia

### Vocals
El cabécar té vuit vocals orals i cinc vocals nasals.

#### Vocals orals
|          | Anteriors | Centrals | Posteriors |
| Tancades | i         |          | u          |
| Mitjanes | ɪ         | ɤ        | ʊ          |
| obertas  | ɛ         | a        | ɔ          |

La vocal ɤ només apareix en les variants dialectals del nord, sobretot en el cabécar de Chirripó, doncs les varietats meridionals la van fondre amb la ʊ. Per això, moltes paraules que en el sud es pronuncien amb una ʊ, es pronuncien en el nord amb una ɤ.

### Vocals nasals
|          | Anteriors | Centrals | Posteriors |
| Tancades | ĩ         |          | ũ          |
| Mitjanes | ẽ         |          | õ          |
| Obertes  |           | ã        |            |

### Consonants
El cabécar té els següents fonemes consonàntics.
|                | bilabial | dental | alveolar | retroflexa | palatal | velar | glotal |
| nasals         |          |        |          |            |         | ŋ     |        |
| oclusives      | p b      | t d    |          |            | tk̑      | k     |        |
| aspirades      | pʰ       | tʰ     |          |            |         | kʰ    |        |
| africada       |          |        | ts       |            | tʃ dʒ   |       |        |
| fricativa      |          |        | s        |            | ʃ       |       | h      |
| Vibrant simple |          |        |          | ɽ          |         |       |        |
| aprox. lateral |          |        |          | ɭ          |         |       |        |

### Regles fonològiques
1. Regla de la nasalització
Els fonemes oclusius bilabial [b] i dentoalveolar [d] i l'africat alveopalatal [ʤ] es nasalitzen quan precedeixen a vocals nasals.
[b] → [m]/_ Ṽ
[d] → [n]/_ Ṽ
[ʤ] → [ɲ]/_ Ṽ
2. Regla de la pèrdua de l'obstrucció
El fonema dental sonor [d] es manifesta com a vibrant simple [ɾ] en posició intervocàlica i com a vibrant múltiple [r] al final de síl·laba i davant silenci absolut.
[d]→[ɾ]/ V___V
[d]→ [r]/ ___#